# Emmanuel Koum
Emmanuel Koum (duala, Camerún; 5 de enero de 1946 — 26 de noviembre de 2008) fue un futbolista de Camerún que jugó en la posición de delantero centro.

## Carrera

### Club
| Periodo   | Club             |
| --------- | ---------------- |
| 1963-1967 | Oryx Douala      |
| 1967-1970 | Grenoble Foot 38 |
| 1970-1973 | AS Monaco        |
| 1973-1974 | AC Arles-Avignon |
| 1974-1978 | Chaumont FC      |
| 1978-1979 | AS Moulins       |

### Selección nacional
Jugó para Camerún en dos ocasiones en la Copa Africana de Naciones 1970 donde anotó dos goles.

## Logros

### Club
- Copa Africana de Clubes Campeones (1): 1965
- Primera División de Camerún (4): 1963, 1964, 1965, 1967

### Individual
- Goleador de la Ligue 2 en 1971 (20 goles).[3]